# Сантарканджело-ди-Романья
Сантарка́нджело-ди-Рома́нья (итал. Santarcangelo di Romagna, эмил.-ром. Santarcànzul) — коммуна в Италии, располагается в регионе Эмилия-Романья, в провинции Римини.
Население составляет 22 263 человека (31-08-2018), плотность населения —— 494,62 чел./км². Занимает площадь 45 км². Почтовый индекс — 47822. Телефонный код — 0541.
Покровителем коммуны почитается Архангел Михаил, празднование 29 сентября.

## Демография
Динамика населения:

## Администрация коммуны
- Официальный сайт: http://www.comune.santarcangelo.rn.it/